# Teranesia
Teranesia ist ein Science-Fiction-Roman des australischen Schriftstellers Greg Egan. Die englische Ausgabe wurde im Jahr 1999 von Gollancz veröffentlicht. Die deutsche Ausgabe wurde im Jahr 2001 vom Heyne Verlag veröffentlicht. Die Übersetzung stammt von Bernhard Kempen. Der Roman beschreibt die Flucht zweier Kinder durch einen Bürgerkrieg in Indonesien sowie ihre Migration nach Kanada, sowie deren spätere Rückkehr zur Fortführung der Forschung ihrer verstorbenen Eltern. Greg Egan sagte vor Veröffentlichung, der Roman behandle Evolution, die Indian Rationalists Association, den Zusammenbruch von Indonesien, Quantenmechanik und Sex. („It’s about evolution, the Indian Rationalists Association, the breakup of Indonesia, quantum mechanics, and sex.“) Teranesia wurde mit verschiedenen Preisen ausgezeichnet, jedoch lehnte Greg Egan den Ditmar Award ab.

## Handlung
Prabir, ein neunjähriger Junge, lebt mit Madhusree, seiner achtzehn Monate alten Schwester, sowie ihrer Mutter Radha und ihrem Vater Rajendra auf einer fiktiven abgelegenen südlichen Molukkeninsel, welche von ihnen Teranesia genannt wird. Radha und Rajendra erforschen heimische Schmetterlinge und migrierten dazu nach ihren Universitätsabschlüssen aus Indien nach Teranesia. Radha tutorierte einst Rajendra an der Universität in Kolkata, welcher aus armen Verhältnissen stammt und nur durch ein Stipendium studieren konnte. Prabir eignet sich seine Lebensgeschichte bei der Korrespondenz mit einer Universitätsprofessorin aus New York City über den aktuellen Bürgerkrieg in Indonesien an, um sein wahres Alter zu verheimlichen. Bei einem Angriff auf Teranesia werden Minen abgeworfen, welche Radha und Rajendra töten. Prabir kann mit Madhusree in einem kleinen Boot auf eine benachbarte Insel fliehen. Beide werden von Behörden erst nach Australien und dann zu ihrer Tante Amita und ihrem Ehemann Keith nach Toronto gebracht. Prabir gerät oft durch deren pseudointellektuelle Überzeugungen mit ihnen aneinander. Etwa glaubt Keith an die Notwendigkeit einer invertierten Programmiersprache für Gleichberechtigung aufgrund der Symbolik von Geschlechtsteilen in Binärzahlen oder Amita greift bezüglich sozialer Ungerechtigkeit zu unangebrachten Vergleichen mit dem Holocaust. Nachdem Prabir volljährig ist und Madhusree in der Schule ebenso von pseudointellektuellen Strömungen gelernt hat, also auch deren Unsinn entlarvt, ziehen beide in eine eigene Wohnung. Viele Jahre später arbeitet Prabir für eine Technikfirma und unterstützt Madhusree, welche nun Biologie wie einst ihre Eltern studiert. Prabir ist inzwischen mit Felix zusammen, welcher blind ist und über eine mit künstlichen Kontaktlinsen verknüpfte sensorische Matte auf seinem Rücken trotzdem gut zurechtkommt. Aus starker Gewohnheit lehnt Felix sogar eine inzwischen mögliche direkte Verknüpfung der Kontaktlinsen mit seinem Gehirn ab. Madhusree erzählt Prabir an einer Forschungsreise zu den südlichen Molukken zum Studium von sich extrem schnell ausbreitenden Mutationen teilnehmen zu können, jedoch Geld zu brauchen. Prabir, welcher sich sein ganzes Leben in der Verantwortung für sie sah und vor Teranesia in Sicherheit brachte, verweigert ihr jedoch plötzlich das Geld und äußert irrationale Bedenken bezüglich noch vergrabener Minen. Madhusree treibt das Geld jedoch unabhängig durch Nebenjobs auf und tritt die Forschungsreise heimlich an. Prabir ist extrem stolz und sieht seine Lebensaufgabe als beendet an, was ihn letztendlich zu einem Suizidversuch treibt. Nach dessen Abbruch reist Prabir stattdessen seiner Schwester hinterher.
Auf den Molukken wird Prabir mit Traumata seiner Vergangenheit konfrontiert und wirft sich etwa vor, durch seine damaligen Korrespondenzen mit der Universitätsprofessorin erst den Angriff auf Teranesia provoziert zu haben und dadurch am Tod seiner Eltern schuld zu sein. Dadurch setzt bei ihm die Erkenntnis ein, nie wirklich Madhusree vor den Molukken beschützt haben zu wollen, sondern lediglich vor der Enthüllung seiner eigenen Geheimnisse. Zudem stellt sich ihm die Frage, ob seine Fürsorge für sie rein genetischer Natur statt Freier Wille sein könnte. Prabir trifft auf die Biologin Martha Grant, welche für eine Pharmafirma arbeitet und ihre Ergebnisse daher nicht publizieren darf. Prabir handelt mit ihr eine Führung auf Teranesia dafür aus, dies letztendlich doch zu tun. Beim Besuch des Strandes, an dem seine Eltern starben, schaltet Prabir den Minendetektor ab und beginnt einen weiteren Suizidversuch, welchen Martha Grant jedoch mit Betäubungspfeilen rechtzeitig verhindert. Durch ihre Überzeugung gibt Prabir sich nicht länger die Schuld an der Vergangenheit und versucht sich Martha Grant trotz seiner Homosexualität sexuell anzunähern. Später treffen beide schließlich auf die Forschungsgruppe von Madrusree, welche Prabir seine Anwesenheit verzeiht. Nach der Gefangennahme durch eine christliche Miliz stellt sich heraus, dass Prabir mit dem die Mutationen verursachende São-Paulo-Protein infiziert ist, welches nach der Heimatstadt der es entdeckenden Forschungsgruppe benannt wurde. Inzwischen wurde geklärt, dass die schnellen Mutationen durch die Verwendung der quantenmechanischen Superposition bei der Kombination von DNA kommen, welche viele verschiedene Möglichkeiten der Evolution gleichzeitig ausprobieren können. Darüber hinaus scheint das São Paulo-Protein dadurch sogar über das Äquivalent einer Intelligenz zu verfügen, löscht aber zugleich bei Prabir alle Besonderheiten eines eigenen Bewusstseins wie etwa Liebe zugunsten des obersten Zieles der eigenen Fortpflanzung aus. Prabir tritt langsam in ein Stadium schneller Metamorphose ein und bittet Madhusree um seine Verbrennung, um die Ausbreitung des São Paulo-Proteins zu verhindern. Jedoch extrahiert diese es mit dem Versprechen, einen neuen Wirt zu suchen, wodurch Prabir wieder normal wird. Nun auf dem Weg nach Darwin in Australien, überlegen beide, in die Heimatstadt Kolkata ihrer Eltern auf vielbesuchte Feste zu reisen. Madhusree meint dazu, von Prabir gelernt zu haben, dass das Leben ultimativ bedeutungslos sei.

## Themen
Greg Egan meinte vor Veröffentlichung des Romans mehrmals, zentrale Themen seien Evolution und Sexualität. Christopher Palmer, ebenfalls Autor und Experte für Science-Fiction, analysierte nach Veröffentlichung den Umgang mit geschlechtertypischen Stereotypen sowie Klischees und nennt dabei als Beispiele, dass Prabir oft von Frauen gerettet wird, etwa von einer Wissenschaftlerin vor einem Python, Martha Grant vor seinem Suizid und Madhusree vor der christlichen Miliz. Karen Burnham schreibt dazu auf, dass Greg Egan einer der Pioniere bei der Beschreibung des Druckes auf Frauen in wissenschaftlichen Berufen sei. Später merkt sie in einer Kritik zu The Eternal Flame auf Strange Horizons mit einem Rückblick auf Distress an, wobei beide Romane dies ebenfalls thematisieren, dass Greg Egan dabei einen langen Weg zurückgelegt habe. („Egan has come a long way in understanding and portraying the different forces that affect women in the sciences.“)
Karen Burnham verweist ebenfalls auf die satirischen Karikaturen von intellektuellen Modeerscheinungen, welche Greg Egan wohl während der 1990er frustrierend fand und welche sich ebenfalls in Distress und Zendegi finden. („largely caricatures of intellectual fads that Egan presumably found frustrating in the 1990s“) In Teranesia versteht Karen Burnham dabei die Spuren des Patriarchats in der sexistischen Natur der Binärzahlen als satirischen Kommentar von Greg Egan darüber, dass es einen Unterschied zwischen den Behauptungen gebe, die Praxis der Wissenschaft sei frauenfeindlich und die Wissenschaft selbst sei inhärent patriarchal.

## Auszeichnungen
Teranesia gewann den Aurealis Award für den besten Science-Fiction-Roman im Jahr 1999 und erreichte den zehnten Platz beim Locus Award für den besten Science-Fiction-Roman im Jahr 2000. Darüber hinaus wurde der Roman für den Otherwise Award im Jahr 1999, den Hugo Award im Jahr 2000 sowie den deutschen Kurd-Laßwitz-Preis im Jahr 2002 nominiert.
Teranesia gewann ebenfalls den Ditmar Award im Jahr 2000, jedoch lehnte Greg Egan die Auszeichnung aufgrund von sich jedes Jahr änderten Regeln ab („lack of permanent rules governing the Ditmar Awards from year to year“).

## Kritik
Simon Petrie, ebenfalls Science-Fiction-Autor und in der Jury des australischen Aurealis Award, lobt die Fokussierung auf Charaktere im Kontrast zu der Fokussierung auf Wissenschaft in den anderen Romanen. Greg L. Johnson, ein Autor für die New York Review of Science Fiction, schreibt auf der SF Site, dass die wahre Stärke des Romans die Charakterentwicklung sei, da die emotionalen Krisen wichtiger behandelt werden als die wissenschaftlichen Entdeckungen. Jedoch sei der Roman in den letzten Kapiteln im Vergleich zum Rest überhastet.
Jon Courtenay Grimwood, ebenfalls Science-Fiction-Autor und Akademiker, hebt positiv hervor, dass es Greg Egan gelingt, eine Begeisterung für Wissenschaft auch für Menschen außerhalb der Wissenschaft verständlich zu machen („passion of science appear understandable to non-scientists“). Negativ anzumerken sei jedoch, dass Greg Egan nicht vollständig auf relevante Themen wie Religion, politische Unruhen und indonesischen Imperialismus eingeht, wodurch viele der Motivationen von Prabir mit Irrtümern behaftet seien.